# 尾張大海媛
尾張大海媛（おわりのおおあまひめ）は、古事記に登場する人物で、別名、意富阿麻比売（おおあまひめ）。
崇神天皇（すじんてんのう）の妃の一人。

## 解説
古事記によると、尾張大海媛と崇神天皇の間には、大入杵命（おおいりのきのみこと）、八坂之入日子命（やさかのいりひこのみこと）、沼名木之入日売命（ぬなきのいりひめのみこと）、十市之入日売命（とおちのいりひめのみこと）の4人の子がいたとされている。